# Élections législatives de 2022 dans la Nièvre
Les élections législatives françaises de 2022 se déroulent les 12 et 19 juin 2022. Dans la Nièvre, deux députés sont à élire dans le cadre de deux circonscriptions.

## Résultats de l'élection présidentielle de 2022 par circonscription
| Circonscription | 1er tour | 1er tour | 1er tour  |         | 2d tour | 2d tour |
| Circonscription | Macron   | Le Pen   | Mélenchon | Macron  | Le Pen  |         |
| --------------- | -------- | -------- | --------- | ------- | ------- | ------- |
| Circonscription |          |          |           |         |         |         |
| 1re             | 26,16 %  | 28,23 %  | 18,80 %   | 52,02 % | 47,98 % |         |
| 2e              | 24,93 %  | 30,08 %  | 16,76 %   | 48,00 % | 52,00 % |         |

## Système électoral
Les élections législatives ont lieu au scrutin uninominal majoritaire à deux tours dans des circonscriptions uninominales.
Est élu au premier tour le candidat qui réunit la majorité absolue des suffrages exprimés et un nombre de voix au moins égal au quart (25 %) des électeurs inscrits dans la circonscription. Si aucun des candidats ne satisfait ces conditions, un second tour est organisé entre les candidats ayant réuni un nombre de voix au moins égal à un huitième des inscrits (12,5 %) ; les deux candidats arrivés en tête du premier tour se maintiennent néanmoins par défaut si un seul ou aucun d'entre eux n'a atteint ce seuil. Au second tour, le candidat arrivé en tête est déclaré élu.
Le seuil de qualification basé sur un pourcentage du total des inscrits et non des suffrages exprimés rend plus difficile l'accès au second tour lorsque l'abstention est élevée. Le système permet en revanche l'accès au second tour de plus de deux candidats si plusieurs d'entre eux franchissent le seuil de 12,5 % des inscrits. Les candidats en lice au second tour peuvent ainsi être trois, un cas de figure appelé « triangulaire ». Les second tours où s'affrontent quatre candidats, appelés « quadrangulaire » sont également possibles, mais beaucoup plus rares.

### Partis et nuances
Les résultats des élections sont publiés en France par le ministère de l'Intérieur, qui classe les partis en leur attribuant des nuances politiques. Ces dernières sont décidées par les préfets, qui les attribuent indifféremment de l'étiquette politique déclarée par les candidats, qui peut être celle d'un parti ou une candidature sans étiquette.
En 2022, seules les coalitions Ensemble (ENS) et Nouvelle Union populaire écologique et sociale (NUP), ainsi que le Parti radical de gauche (RDG), l'Union des démocrates et indépendants (UDI), Les Républicains (LR), le Rassemblement national (RN) et Reconquête (REC) se voient attribuer  une nuance propre,,.
Tous les autres partis se voient attribuer l'une ou l'autre des nuances suivantes : DXG (divers extrême gauche), DVG (divers gauche), ECO (écologiste), REG (régionaliste), DVC (divers centre), DVD (divers droite), DSV (droite souverainiste) et DXD (divers extrême droite). Des partis comme Debout la France ou Lutte ouvrière ne disposent ainsi pas de nuance propre, et leurs résultats nationaux ne sont pas publiés séparément par le ministère, car mélangés avec d'autres partis (respectivement dans les nuances DSV et DXG),.

## Campagne
Pour la première fois dans la cinquième république, aucun candidat du Parti socialiste ne se représente pour le poste de député de la Nièvre, les accords dans le cadre de la NUPES donnèrent leurs préférences pour des militants de La France insoumise. La symbolique est forte dans la mesure où ce département fut pendant longtemps un bastion socialiste, notamment de Pierre Bérégovoy et François Mitterrand.
La deuxième circonscription est marquée après le premier tour par une triangulaire, l'une des sept au niveau national. La gauche unie au sein de la NUPES se divise pour la stratégie à adopter face au front républicain et au barrage contre le  candidat du Rassemblement National. Marie-Anne Guillemain annonce maintenir sa candidature alors que le PCF souhaite son désistement et ÉELV appelle à voter le candidat de la majorité présidentielle qui dispose d'une plus grande réserve de voix. Patrice Perrot est finalement réélu avec une centaine de voix d'avance sur le candidat RN mais dénonce l'attitude des dirigeants du Parti socialiste qui ont préféré soutenir Guillemain.

## Résultats

### Élus
| Circonscription | Député sortant | Parti | Parti      | Groupe | Député élu ou réélu | Parti | Parti      | Groupe |
| --------------- | -------------- | ----- | ---------- | ------ | ------------------- | ----- | ---------- | ------ |
| 1re             | Perrine Goulet |       | MoDem      | MoDem  | Perrine Goulet      |       | MoDem      | DEM    |
| 2e              | Patrice Perrot |       | LREM - TdP | LREM   | Patrice Perrot      |       | LREM - TdP | RE     |

### Résultats à l'échelle du département

#### Résultats par coalition
| Parti et coalition                                           | Parti et coalition                                           | Parti et coalition           | Premier tour | Premier tour | Premier tour | Second tour   | Second tour   | Second tour | Total Sièges  | +/-           |  |
| Parti et coalition                                           | Parti et coalition                                           | Parti et coalition           | Voix         | %            | Sièges       | Voix          | %             | Sièges      | Total Sièges  | +/-           |  |
| ------------------------------------------------------------ | ------------------------------------------------------------ | ---------------------------- | ------------ | ------------ | ------------ | ------------- | ------------- | ----------- | ------------- | ------------- |  |
|                                                              |                                                              | Mouvement démocrate (MoDem)  | 11 287       | 14,94        | 0            | 16 554        | 22,68         | 1           | 1             | Nv            |  |
|                                                              | La République en marche (LREM)                               | 11 010                       | 14,57        | 0            | 15 577       | 21,34         | 1             | 1           | 1             |               |  |
| Total Ensemble (ENS)                                         | Total Ensemble (ENS)                                         | 22 297                       | 29,52        | 0            | 32 131       | 44,02         | 2             | 2           | en stagnation |               |  |
|                                                              | Rassemblement national (RN)                                  | Rassemblement national (RN)  | 20 643       | 27,33        | 0            | 29 330        | 40,18         | 0           | 0             | en stagnation |  |
|                                                              |                                                              | La France insoumise (LFI)    | 18 867       | 24,98        | 0            | 11 527        | 15,79         | 0           | 0             | en stagnation |  |
| Total Nouvelle Union populaire écologique et sociale (NUPES) | Total Nouvelle Union populaire écologique et sociale (NUPES) | 18 867                       | 24,98        | 0            | 11 527       | 15,79         | 0             | 0           | en stagnation |               |  |
|                                                              |                                                              | Les Républicains (LR)        | 6 220        | 8,23         | 0            |               |               |             | 0             | en stagnation |  |
| Total Union de la droite et du centre (UDC)                  | Total Union de la droite et du centre (UDC)                  | 6 220                        | 8,23         | 0            | 0            | en stagnation |               |             |               |               |  |
|                                                              |                                                              | Via, la voie du peuple (VIA) | 1 659        | 2,20         | 0            | 0             | Nv            |             |               |               |  |
|                                                              | Reconquête (REC)                                             | 1 071                        | 1,42         | 0            | 0            | Nv            |               |             |               |               |  |
| Total Reconquête et alliés (REC)                             | Total Reconquête et alliés (REC)                             | 2 730                        | 3,61         | 0            | 0            | Nv            |               |             |               |               |  |
|                                                              | Lutte ouvrière (LO)                                          | Lutte ouvrière (LO)          | 1 703        | 2,25         | 0            | 0             | en stagnation |             |               |               |  |
|                                                              |                                                              | Debout la France (DLF)       | 880          | 1,16         | 0            | 0             | en stagnation |             |               |               |  |
|                                                              | Génération Frexit (GF)                                       | 805                          | 1,07         | 0            | 0            | Nv            |               |             |               |               |  |
| Total Union pour la France (UPF)                             | Total Union pour la France (UPF)                             | 1 685                        | 2,23         | 0            | 0            | en stagnation |               |             |               |               |  |
|                                                              | Parti animaliste (PA)                                        | Parti animaliste (PA)        | 625          | 0,83         | 0            | 0             | en stagnation |             |               |               |  |
|                                                              | Sans étiquette (SE)                                          | Sans étiquette (SE)          | 773          | 1,02         | 0            | 0             | en stagnation |             |               |               |  |
|                                                              |                                                              |                              |              |              |              |               |               |             |               |               |  |
| Suffrages exprimés                                           | Suffrages exprimés                                           | Suffrages exprimés           | 75 543       | 96,96        |              | 72 988        | 93,96         |             |               |               |  |
| Votes blancs                                                 | Votes blancs                                                 | Votes blancs                 | 1 680        | 2,16         | 3 542        | 4,56          |               |             |               |               |  |
| Votes nuls                                                   | Votes nuls                                                   | Votes nuls                   | 686          | 0,88         | 1 152        | 1,48          |               |             |               |               |  |
| Total                                                        | Total                                                        | Total                        | 77 909       | 100          | 0            | 77 682        | 100           | 2           | 2             | en stagnation |  |
| Abstentions                                                  | Abstentions                                                  | Abstentions                  | 76 511       | 49,55        |              | 76 750        | 49,70         |             |               |               |  |
| Inscrits/Participation                                       | Inscrits/Participation                                       | Inscrits/Participation       | 154 420      | 50,45        | 154 432      | 50,30         |               |             |               |               |  |

#### Résultats par nuance
| Nuance                 | Nuance                                         | Nuance                 | Premier tour | Premier tour | Premier tour | Second tour | Second tour   | Second tour | Total Sièges | +/-           |  |
| Nuance                 | Nuance                                         | Nuance                 | Voix         | %            | Sièges       | Voix        | %             | Sièges      | Total Sièges | +/-           |  |
| ---------------------- | ---------------------------------------------- | ---------------------- | ------------ | ------------ | ------------ | ----------- | ------------- | ----------- | ------------ | ------------- |  |
|                        | Ensemble !                                     | ENS                    | 22 297       | 29,52        | 0            | 32 131      | 44,02         | 2           | 2            | en stagnation |  |
|                        | Rassemblement national                         | RN                     | 20 643       | 27,33        | 0            | 29 330      | 40,18         | 0           | 0            | en stagnation |  |
|                        | Nouvelle Union populaire écologique et sociale | NUP                    | 18 867       | 24,98        | 0            | 11 527      | 15,79         | 0           | 0            | en stagnation |  |
|                        | Les Républicains                               | LR                     | 6 220        | 8,23         | 0            |             |               |             | 0            | en stagnation |  |
|                        | Reconquête                                     | REC                    | 2 730        | 3,61         | 0            | 0           | Nv            |             |              |               |  |
|                        | Divers extrême gauche                          | DXG                    | 1 703        | 2,25         | 0            | 0           | en stagnation |             |              |               |  |
|                        | Droite souverainiste                           | DSV                    | 1 685        | 2,23         | 0            | 0           | en stagnation |             |              |               |  |
|                        | Ecologistes                                    | ECO                    | 625          | 0,83         | 0            | 0           | en stagnation |             |              |               |  |
|                        | Divers gauche                                  | DVG                    | 601          | 0,80         | 0            | 0           | en stagnation |             |              |               |  |
|                        | Divers                                         | DIV                    | 172          | 0,23         | 0            | 0           | en stagnation |             |              |               |  |
|                        |                                                |                        |              |              |              |             |               |             |              |               |  |
| Suffrages exprimés     | Suffrages exprimés                             | Suffrages exprimés     | 75 543       | 96,96        |              | 72 988      | 93,96         |             |              |               |  |
| Votes blancs           | Votes blancs                                   | Votes blancs           | 1 680        | 2,16         | 3 542        | 4,56        |               |             |              |               |  |
| Votes nuls             | Votes nuls                                     | Votes nuls             | 686          | 0,88         | 1 152        | 1,48        |               |             |              |               |  |
| Total                  | Total                                          | Total                  | 77 909       | 100          | 0            | 77 682      | 100           | 2           | 2            | en stagnation |  |
| Abstentions            | Abstentions                                    | Abstentions            | 76 511       | 49,55        |              | 76 750      | 49,70         |             |              |               |  |
| Inscrits/Participation | Inscrits/Participation                         | Inscrits/Participation | 154 420      | 50,45        | 154 432      | 50,30       |               |             |              |               |  |

### Cartes

Nuance politique des candidats arrivés en tête dans chaque commune au 1er tour.
Nuance politique des candidats arrivés en tête dans chaque commune au 2d tour.

### Résultats par circonscription

#### Première circonscription
Députée sortante : Perrine Goulet (Mouvement démocrate).
| Candidat                 | Candidat                 | Parti et coalition       | Nuance                   | Premier tour | Premier tour | Second tour | Second tour |
| Candidat                 | Candidat                 | Parti et coalition       | Nuance                   | Voix         | %            | Voix        | %           |
| ------------------------ | ------------------------ | ------------------------ | ------------------------ | ------------ | ------------ | ----------- | ----------- |
|                          | Perrine Goulet           | MoDem (ENS)              | ENS                      | 11 287       | 32,71        | 16 554      | 54,43       |
|                          | Pauline Vigneron         | RN                       | RN                       | 9 205        | 26,68        | 13 858      | 45,57       |
|                          | Léo Coutellec            | LFI (NUPES)              | NUP                      | 8 863        | 25,69        |             |             |
|                          | François Le Métayer      | LR (UDC)                 | LR                       | 1 770        | 5,13         |             |             |
|                          | Bryton Verdez            | REC                      | REC                      | 1 071        | 3,10         |             |             |
|                          | Charles-Henri Gallois    | GF (UPF)                 | DSV                      | 805          | 2,33         |             |             |
|                          | Geneviève Lemoine        | LO                       | DXG                      | 731          | 2,12         |             |             |
|                          | Orny Impenge             | SE                       | DVG                      | 601          | 1,74         |             |             |
|                          | Michel Peters            | SE                       | DIV                      | 172          | 0,50         |             |             |
|                          |                          |                          |                          |              |              |             |             |
| Votes valides            | Votes valides            | Votes valides            | Votes valides            | 34 505       | 96,84        | 30 412      | 90,11       |
| Votes blancs             | Votes blancs             | Votes blancs             | Votes blancs             | 886          | 2,49         | 2 647       | 7,84        |
| Votes nuls               | Votes nuls               | Votes nuls               | Votes nuls               | 240          | 0,67         | 689         | 2,04        |
| Total                    | Total                    | Total                    | Total                    | 35 631       | 100          | 33 748      | 100         |
| Abstention               | Abstention               | Abstention               | Abstention               | 39 023       | 52,27        | 40 922      | 54,80       |
| Inscrits / participation | Inscrits / participation | Inscrits / participation | Inscrits / participation | 74 654       | 47,73        | 74 670      | 45,20       |

#### Deuxième circonscription
Député sortant : Patrice Perrot (La République en marche - Territoire de progrès).
| Candidat                 | Candidat                 | Parti et coalition       | Nuance                   | Premier tour | Premier tour | Second tour | Second tour |
| Candidat                 | Candidat                 | Parti et coalition       | Nuance                   | Voix         | %            | Voix        | %           |
| ------------------------ | ------------------------ | ------------------------ | ------------------------ | ------------ | ------------ | ----------- | ----------- |
|                          | Julien Guibert           | RN                       | RN                       | 11 438       | 27,87        | 15 472      | 36,34       |
|                          | Patrice Perrot           | LREM - TdP (ENS)         | ENS                      | 11 010       | 26,83        | 15 577      | 36,59       |
|                          | Marie-Anne Guillemain    | LFI (NUPES)              | NUP                      | 10 004       | 24,38        | 11 527      | 27,07       |
|                          | Christophe Deniaux       | LR (UDC)                 | LR                       | 4 450        | 10,84        |             |             |
|                          | Marie-Joëlle Guillaume   | VIA                      | REC                      | 1 659        | 4,04         |             |             |
|                          | Dominique Dupuis         | LO                       | DXG                      | 972          | 2,37         |             |             |
|                          | Pascal Lepetit           | DLF (UPF)                | DSV                      | 880          | 2,14         |             |             |
|                          | Héloïse Megy             | PA                       | ECO                      | 625          | 1,52         |             |             |
|                          |                          |                          |                          |              |              |             |             |
| Votes valides            | Votes valides            | Votes valides            | Votes valides            | 41 038       | 97,07        | 42 576      | 96,91       |
| Votes blancs             | Votes blancs             | Votes blancs             | Votes blancs             | 794          | 1,88         | 895         | 2,04        |
| Votes nuls               | Votes nuls               | Votes nuls               | Votes nuls               | 446          | 1,05         | 463         | 1,05        |
| Total                    | Total                    | Total                    | Total                    | 42 278       | 100          | 43 934      | 100         |
| Abstention               | Abstention               | Abstention               | Abstention               | 37 488       | 47,00        | 35 828      | 44,92       |
| Inscrits / participation | Inscrits / participation | Inscrits / participation | Inscrits / participation | 79 766       | 53,00        | 79 762      | 55,08       |